# Sima Yan
Pour les articles homonymes, voir Sima.
Dans ce nom, le nom de famille précède le nom personnel.
Sima Yan ( 司马炎) (236 — 17 mai 290) est un empereur chinois, également connu sous le nom de règne de Wudi.
Fils de Sima Zhao, neveu de Sima Shi et petit-fils de Sima Yi, il hérite de son père du rang de prince de Jin, ainsi que de la fonction de régent, puis, un an plus tard (en 265), fait abdiquer l'empereur Cao Huan et instaure la dynastie Jin. Il met ainsi fin à la période des Trois Royaumes de Chine.
En tant qu'empereur, Sima Yan est généralement considéré comme un souverain généreux et bon, mais aussi un souverain qui gaspille énormément. Sa générosité et sa gentillesse ont aussi porté atteinte à son autorité, puisqu'il était devenu trop tolérant vis-à-vis de la corruption des familles nobles et de la dilapidation des ressources, ce qui a ponctionné les ressources du peuple. De plus, lorsque Sima Yan établit la dynastie des Jin, il est très préoccupé par la stabilité de son régime, et, croyant que le régime de Cao Wei l'ayant précédé avait été condamné par ses échecs à donner du pouvoir aux princes du clan impérial, il a grandement augmenté l'autorité de ses oncles, ses cousins, et ses fils et ce, incluant des rangs militaires importants. Ces actions ont ironiquement conduit à la déstabilisation de la dynastie Jin, alors que les princes se sont engagés dans une lutte fratricide connue sous le nom de la Guerre des huit princes, peu de temps après sa mort. Puis le soulèvements Wu Hu a presque détruit la dynastie Jin et a forcé son transfert vers la région au sud de la rivière Huai.

## Début de carrière
Sīmǎ Yan est né en 236, fils ainé de Sima Zhao et sa femme Wang Yuanji, fille de l'érudit confucéen Wáng Su (王肃). Son père Sima Zhao était alors un fonctionnaire de niveau intermédiaire au sein du gouvernement de Cao Wei, ainsi qu'un membre d'un clan privilégié, en tant que fils du célèbre général Sima Yi. Après que Sima Yi eut pris le pouvoir du régent Cao Shuang en 249, Sima Zhao devint de plus en plus important. Après la mort de son père en 251, Sima Zhao devient l'assistant de son frère, le nouveau régent Sima Shi. Après la mort de Sima Shi en 255, Sima Zhao est devenu régent et l'autorité suprême dans le gouvernement de Cao Wei.
La première apparition importante de Sīmǎ Yan dans l'histoire se produit en 260, lorsque les forces fidèles à son père, dirigées par Jia Chong, écrasent une tentative de l'empereur Cao Mao pour reprendre le pouvoir et tuent ce dernier. À cette époque, en tant que général d'armée de niveau intermédiaire, son père lui confie la tâche d'escorter le nouvel empereur Cao Huan de son duché à la capitale Luoyang. Après que son père se fut auto-proclamé duc de Jin en 263 à la lumière de la conquête de Shu Han, il est désigné comme héritier. Cependant, à ce moment, Sima Zhao hésite quant à savoir si Sīmǎ Yan ou son frère Sima You était l'héritier le plus approprié. Alors que Sima You était considéré talentueux et était aussi le fils adoptif de Sima Shi, qui n'avait pas de fils biologique, Sima Zhao, se rappelant le rôle de son frère dans la prise de pouvoir des Sima, a pensé qu'il pourrait être approprié de rendre le pouvoir à cette branche du clan. Toutefois, un certain nombre de fonctionnaires de haut niveau favorisèrent Sīmǎ Yan, Sima Zhao agréa. Après être créé prince de Jin en 264 (atteignant ainsi l'étape ultime avant l'usurpation), Sīmǎ Yan est créé prince héritier de Jin.
En 265, Sima Zhao est mort sans s'être nommé empereur. Sīmǎ Yan est devenu le prince de Jin ainsi que le régent. Plus tard cette année, il force Cao Huan à abdiquer, de ce fait mettant fin à la dynastie Wei et créant la dynastie Jin.

## En tant qu'empereur

### Début du règne: établissement du système politique de la dynastie Jin
Sima Yan, immédiatement après avoir saisi le trône et aboli la dynastie précédente, tente de corriger ce qu'il voyait comme la plus grande faiblesse de la dynastie précédente : le manque de pouvoir des princes impériaux. Il nomme les membres de sa famille princes et leur donne un pouvoir important, soit une autorité complète sur leur préfectures ainsi qu'une armée indépendante. L'effet pervers de ce système est qu'il disperse le pouvoir impérial. Ce système, bien qu'il sera réduit après la guerre des huit princes et la perte du nord de la Chine, restera en place jusqu'à la fin de la dynastie et sera même adopté par la dynastie suivante.
Sima Yan, tente aussi d'adoucir la loi de la dynastie précédente, mais sa réforme du système pénal est inéquitable, puisque les réductions rendait les peines des nobles dérisoire tout en ne réduisant pas celles du commun des mortels

### Milieu du règne: unification de l'empire chinois
À l’avènement du nouvel empereur, il fut question de la pacification du Wu. La cour était divisée, entre ceux qui voulaient conquérir le royaume du sud tel qu'Yang Hu, et ceux qui pensaient que l'invasion était inutile et perdue d'avance, comme Jia Chong. Sima Yan se rangea d'abord à l'avis de ce dernier. Finalement, les atrocités commises par l'empereur Wu au sein de son royaume, sa tyrannie et le fait que ce dernier est destitué son commandant en chef Lu Kang, aurait convaincu Sima Yan d'envahir le Wu. Sima Yan demanda à Yang Hu de prendre la tête de l'armée pour la campagne, mais ce dernier ne se sentit pas de taille pour assurer le commandement à cause de son âge avancé. Sur son lit de mort, il recommanda à l'Empereur le général Du Yu pour mener à bien la conquête du Wu. En 280, Sima Yan nomma donc Du Yu commandant en chef et lui confia la tâche d'envahir le royaume Wu. Il lança une double offensive, terrestre et maritime, sur la capitale Jian Ye. Avec une armada d'environ 100 000 hommes, le Jin soumis rapidement son adversaire.
L'Empereur du Wu, Sun Hao, accomplit le rituel de la reddition devant l'empereur Jin. C'est ainsi que Sima Yan se rendit maître de toute la Chine et unifia le pays.

## Information personnelle
- Père
  - Sima Zhao, Prince Wen de Jin, nommé post-mortem, Empereur Wen de Jin, fils de Sima Yi
- Mère
  - Dame Wang Yuanji (王元姬)
- Femme
  - Impératrice Yang Yan (intronisée en 266, morte en 274)
  - Impératrice Yang Zhi (intronisée 276, morte en 290)
- Concubines principales
  - Zuo Fen (左芬)
  - Hu (胡芳), fille de Hu Fen (胡奮), mère de Dame Wu'an
  - Zhuge Wan (諸葛婉)
  - Shen
  - Xu, mère du Prince Xian
  - Gui, mère du Prince Zhi
  - Zhao, mère du Prince Yu
  - Zhao, mère du Prince Yǎn
  - Li, mère des Princes Yun and Yàn
  - Yan, mère du Prince Gai
  - Chen, mère du Prince Xia
  - Zhu, mère du Prince Mo
  - Cheng, mère du Prince Ying
  - Wang Yuanji (王媛姬), mère de l'Empereur Huai
  - Xie Jiu (謝玖)
  - Zhao Can (趙粲)
- Enfants
  - Sima Gui (司馬軌)
  - Sima Zhong (司馬衷)
  - Sima Jian (司馬柬)
  - Sima Jing (司馬景)
  - Sima Wei (司馬瑋)
  - Sima Xian (司馬憲)
  - Sima Zhi (司馬祉)
  - Sima Yu (司馬裕)
  - Sima Yǎn (司馬演)
  - Sima Yun (司馬允)
  - Sima Gai (司馬該)
  - Sima Xia (司馬遐)
  - Sima Mo (司馬謨)
  - Sima Ai (司馬乂)
  - Sima Ying (司馬穎)
  - Sima Yàn (司馬晏)
  - Sima Chi (司馬熾)
  - Sima Hui (司馬恢)
  - Huit autres enfants qui sont morts jeunes sans être nommés princes
  - Dame Changshan
  - Dame Changguang
  - Dame Pingyang
  - Dame Xinfeng
  - Dame Yangping
  - Dame Wannian
  - Dame Xiangcheng
  - Dame Wu'an
  - Dame Yingyang
  - Dame Rongyang
  - Dame Fanchang